# سگ‌های برفی
سگ‌های برفی (انگلیسی: Snow Dogs) یک فیلم سینمایی آمریکایی در ژانر کمدی و ماجراجویی محصول سال ۲۰۰۲ به کارگردانی برایان لوانت بوده که بازیگران اصلی فیلم، کوبا گودینگ جونیور و جیمز کابرن (در یکی از نقش‌های آخر خود) هستند؛ این فیلم با الهام از کتاب «رقص زمستان» نوشتۀ گری پائولسن ساخته شده است و در ایالات متحده در ۱۸ ژانویه ۲۰۰۲ از سوی کمپانی والت دیزنی پیکچرز منتشر شد.  

## داستان
وقتی دندان‌پزشکی اهل میامی، گروهی از سگ‌های سورتمه را به ارث می‌برد، او بین دو راهی گیر می‌کند و مجبور می‌شود که به آن‌ها آموزش دهد و گر نه، گله‌اش صاحب جدیدی دیگری خواهد یافت...